# Dub Side of the Moon
 (mai 2017).
Si vous disposez d'ouvrages ou d'articles de référence ou si vous connaissez des sites web de qualité traitant du thème abordé ici, merci de compléter l'article en donnant les références utiles à sa vérifiabilité et en les liant à la section « Notes et références ».
Albums de Easy Star All-Stars
Radiodread
(2006)
Dub Side of The Moon est une reprise en reggae dub du célèbre album de Pink Floyd : The Dark Side of the Moon par Easy Star All-Stars. L'album s'est vendu à environ 85000 copies[réf. nécessaire].
Un DVD d'une performance live de cet album a été produit par le label Easy Star pendant le mois de juillet 2006[réf. nécessaire].

## Transformations notables
Outre les changements produits par les rythmes reggae, on peut noter :
- Le morceau « Money » commence désormais non plus par la caisse enregistreuse, mais par le bruit d'une pipe à eau.
- Le bruit d'un pendule à coucou a été rajouté au début du morceau « Time », ainsi qu'un réveil électrique, un coq et un clairon.
- Une grande partie des chansons a subi l'ajout de nombreuses improvisations.
- L'album original a été conservé tel quel, toutefois quatre pistes ont été ajoutées à la liste des titres.
- Le dernier morceau de l'album, « Eclipse », se base sur un rythme en 4/4 tout en évitant d'introduire un rythme absent du reggae.

## Liste des morceaux
- 1. "Speak to Me & Breathe" (Sluggy Ranks)
- 2. "On the Run"
- 3. "Time" (Corey Harris & Ranking Joe)
- 4. "The Great Gig in the Sky" (Kirsty Rock)
- 5. "Money" (Gary "Nesta" Pine & Dollarman)
- 6. "Us and Them" (Frankie Paul)
- 7. "Any Colour You Like"
- 8. "Brain Damage" (Dr Israel)
- 9. "Eclipse" (The Meditations)

Pistes supplémentaires :
- 10. "Time Version"
- 11. "Great Dub in the Sky"
- 12. "Step It Pon the Rastaman Scene" (Ranking Joe)
- 13. "Any Dub You Like"